# Hadena paranica
Hadena paranica är en fjärilsart som beskrevs av William Schaus 1903. Hadena paranica ingår i släktet Hadena och familjen nattflyn. Inga underarter finns listade i Catalogue of Life.